# Marc Celi Vinicià
Marc Celi Vinicià (llatí: Marcus Cælius Vinicianus) va ser un magistrat romà del segle i aC. Formava part de la gens Cèlia, una gens romana d'origen plebeu.
Va ser tribú de la plebs l'any 53 aC, i va intentar establir la dictadura per Gneu Pompeu Magne. No ho va aconseguir i quan es va presentar al càrrec d'edil curul l'any 51 aC, no va ser elegit. A la Segona guerra civil va ser partidari de Juli Cèsar que el va enviar al Pont amb dues legions després de la derrota de Farnaces II l'any 48 aC.